# Pitonerna
Pitonerna är två vulkaniska pluggar vid Saint Lucias sydvästra kust. De är mycket branta och över 700 meter höga. Den södra bergstoppen som kallas Gros Piton ("Stora Piton") är den högsta med en höjd av 770 meter och är tre kilometer bred vid basen. Den norra bergstoppen som kallas Petit Piton ("Lilla Piton") är 743 meter hög och en kilometer bred vid basen. De två topparna är sammanlänkade genom bergsryggen Piton Mitan. Området utsågs till världsarv 2004.

## Galleri

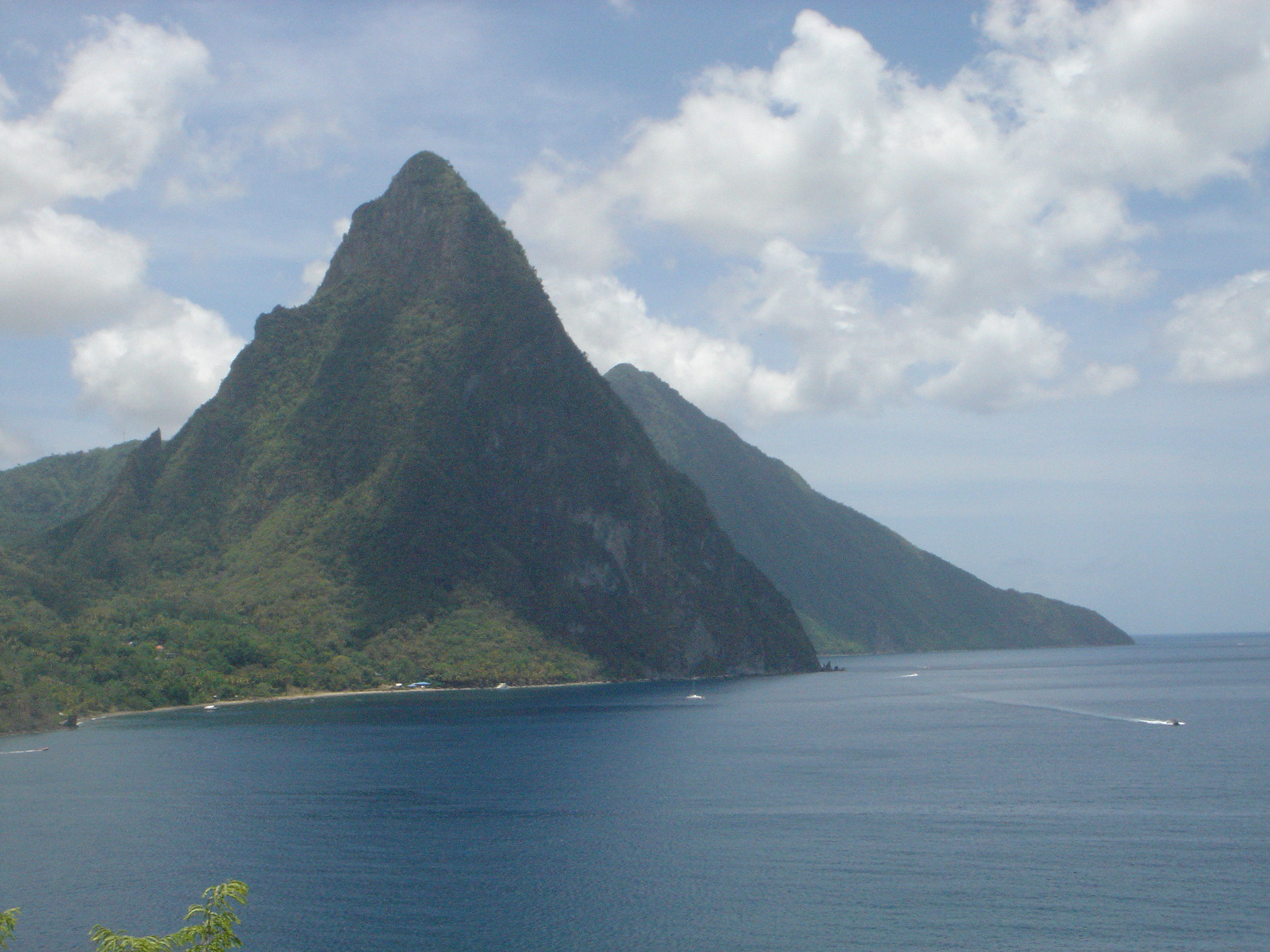
Pitonerna från nordväst.
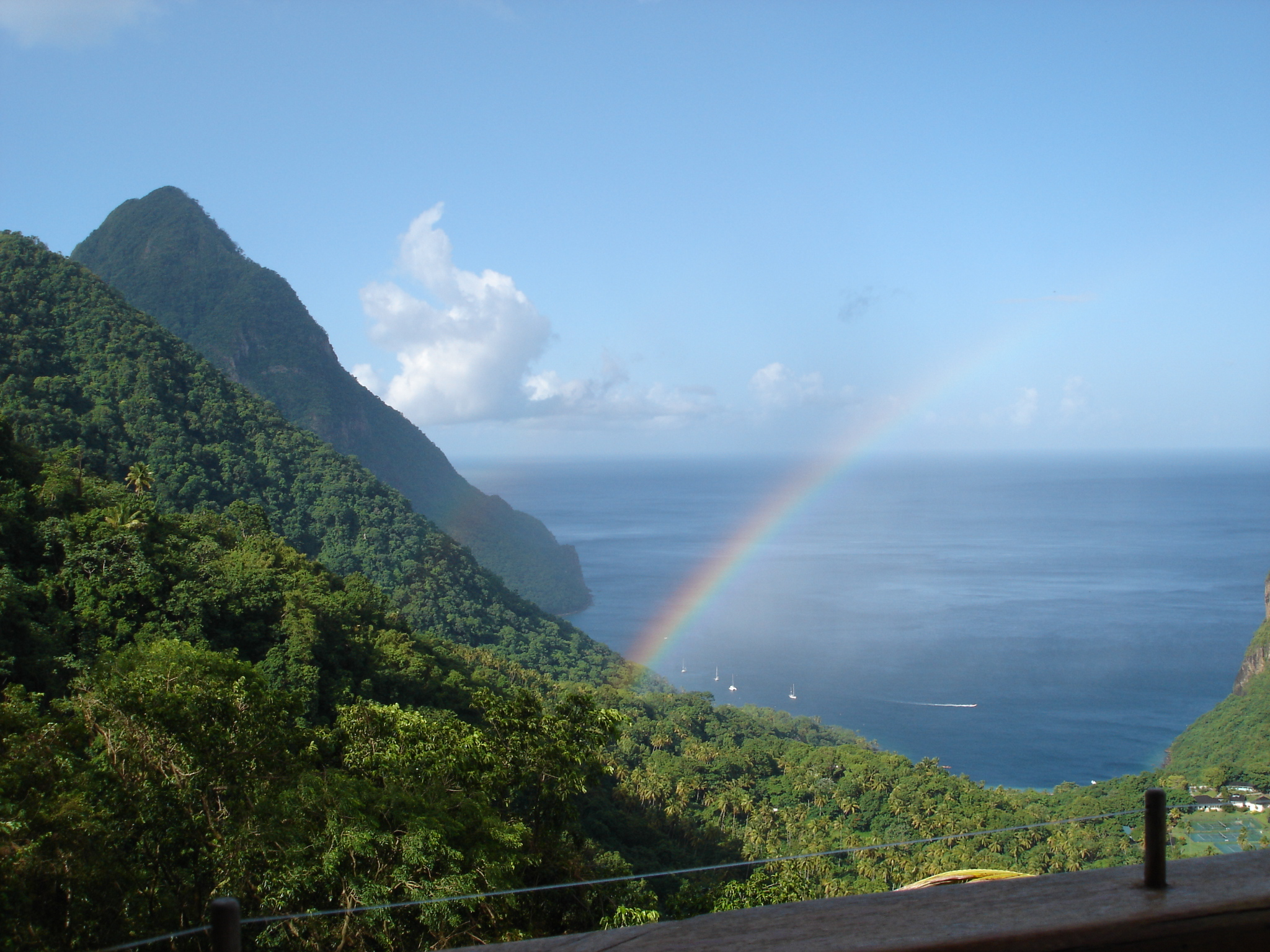
Gros Piton sedd från Piton Mitan.
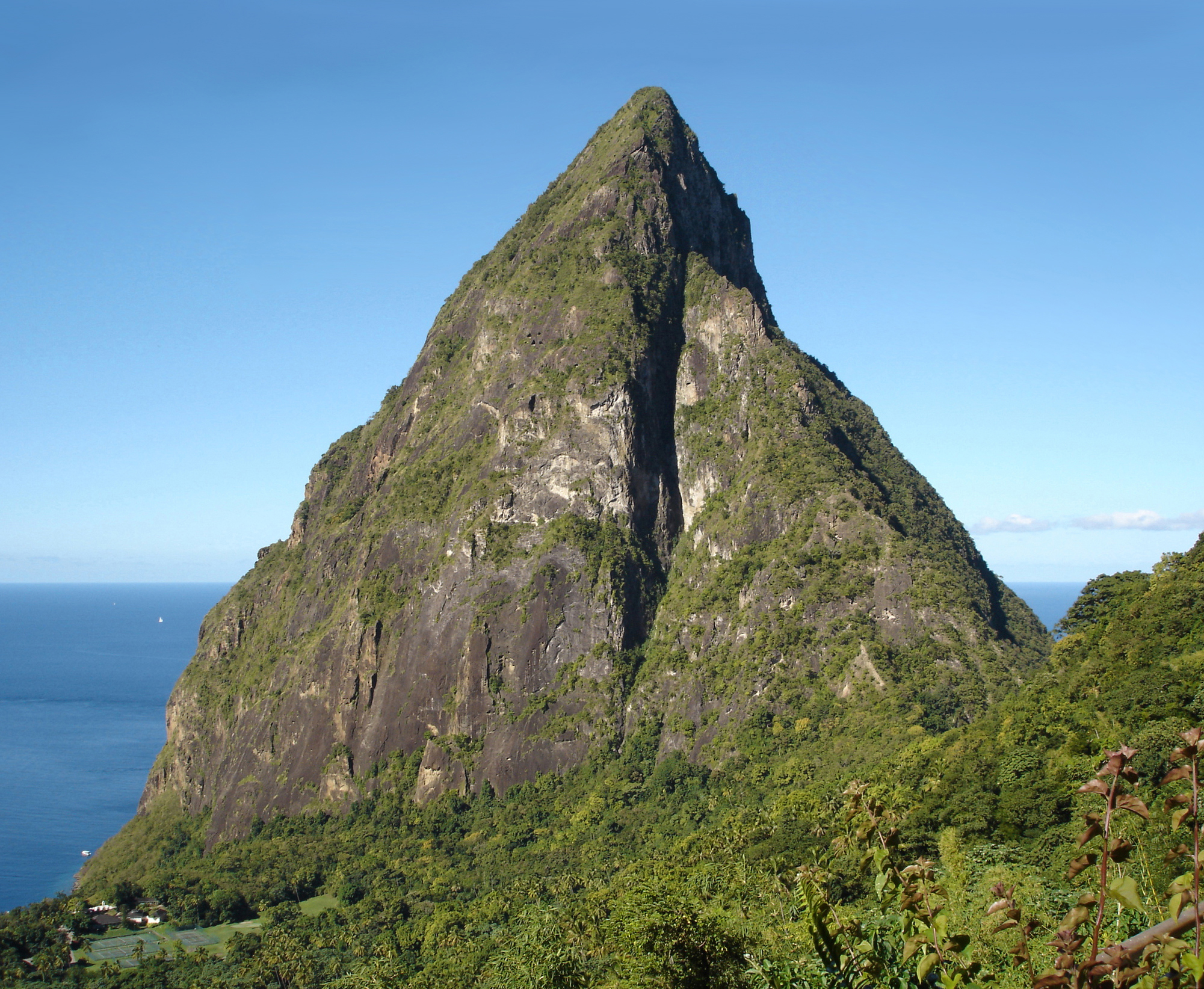
Petit Piton sedd från Piton Mitan.